# Prionurus scalprum
Prionurus scalprum är en fiskart som beskrevs av Valenciennes 1835. Prionurus scalprum ingår i släktet Prionurus och familjen kirurgfiskar (Acanthuridae). Inga underarter finns listade i Catalogue of Life.
De största exemplaren är upp till 50 centimeter långa. Ryggfenan har 9 taggstrålar och 22 till 24 mjukstrålar. Analfenan bildas av 3 till 4 taggstrålar och 21 till 23 mjukstrålar. Ungar har en mer cirkelrund bål och vuxna exemplar är ovala.
Denna fisk förekommer i västra Stilla havet vid centrala och södra Japan, Sydkorea, östra Kina och Taiwan. Den dyker vanligen till ett djup av 20 meter. Prionurus scalprum vistas i områden med sjögräs och klippor. Liksom hos andra kirurgfiskar lever hannar och honor i skilda stim. Födan utgörs främst av alger.
I havet kring Japan är Prionurus scalprum vanligt förekommande. IUCN kategoriserar arten globalt som otillräckligt studerad.